# Kikuseidai
Kikuseidai (掬星台) est un point de vue panoramique non loin du sommet du mont Maya  dans l'arrondissement de Nada à Kobe au Japon. C'est  l'un des trois plus beaux paysages de nuit du Japon. On le surnomme la vue nocturne à 10　millions de $

## Description
Situé non loin du sommet du mont Maya et de la station téléphérique de Hoshinoekide sur la ligne Maya View Line Yume-Sanpo. Le temple Tenjō-ji se trouve également non loin à une dizaine de minutes à pied, où se trouve une statue de Māyā qui donna  son nom à la montagne. Un émetteur de télévision  de la chaine Sun Television se trouve également près du site.
L'origine du nom du site vient du fait que depuis ce lieu, la nuit, on voit au loin toutes les lumières des zones urbaines, qui donne l'impression de pouvoir ramasser une multitude d'étoiles. 
D'où le nom  de Kikuseidai 掬星台 ( Un point élevé (台) où les étoiles (星) se cueillent (掬).

## Accès
On peut accéder au site via le téléphérique Maya ou le funiculaire Rokkō.
Les bus Hankyu disposent également d’arrêt de bus non loin du site depuis la gare de Rokko sur la ligne Hankyū Kōbe.

## Galerie

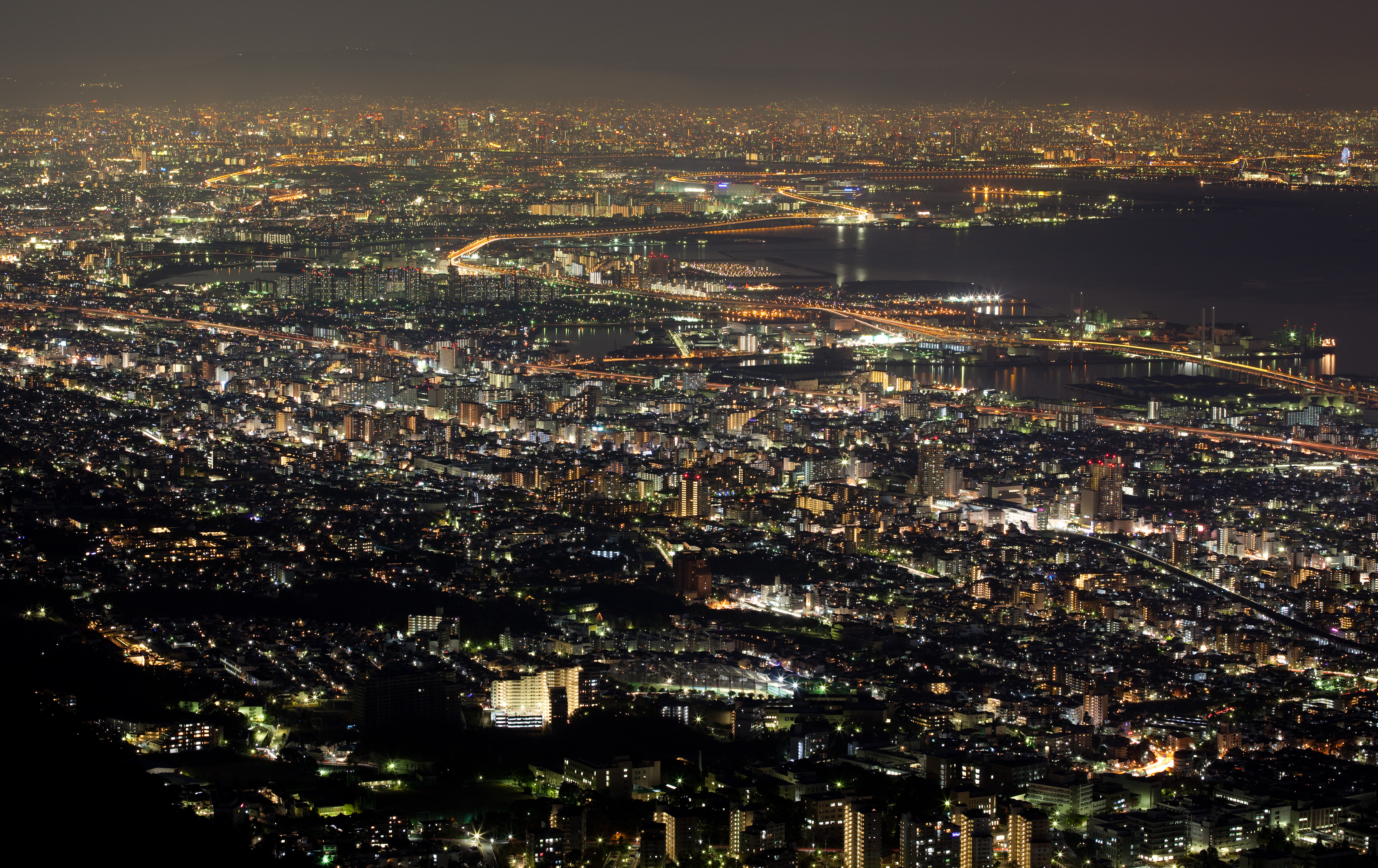
Vue sur la baie d'Osaka
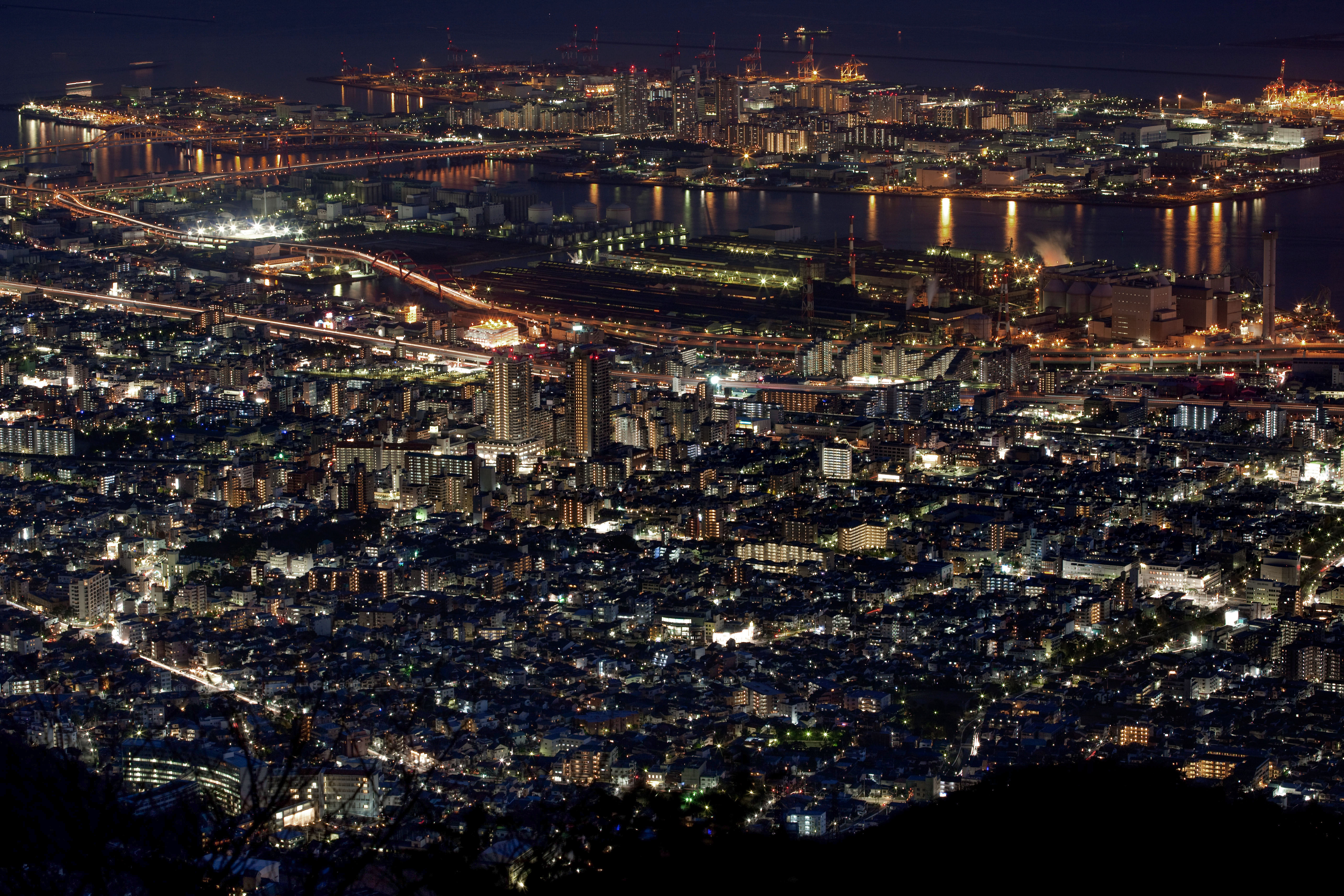
Vue sur l'arrondissement Higashinada de Kobe
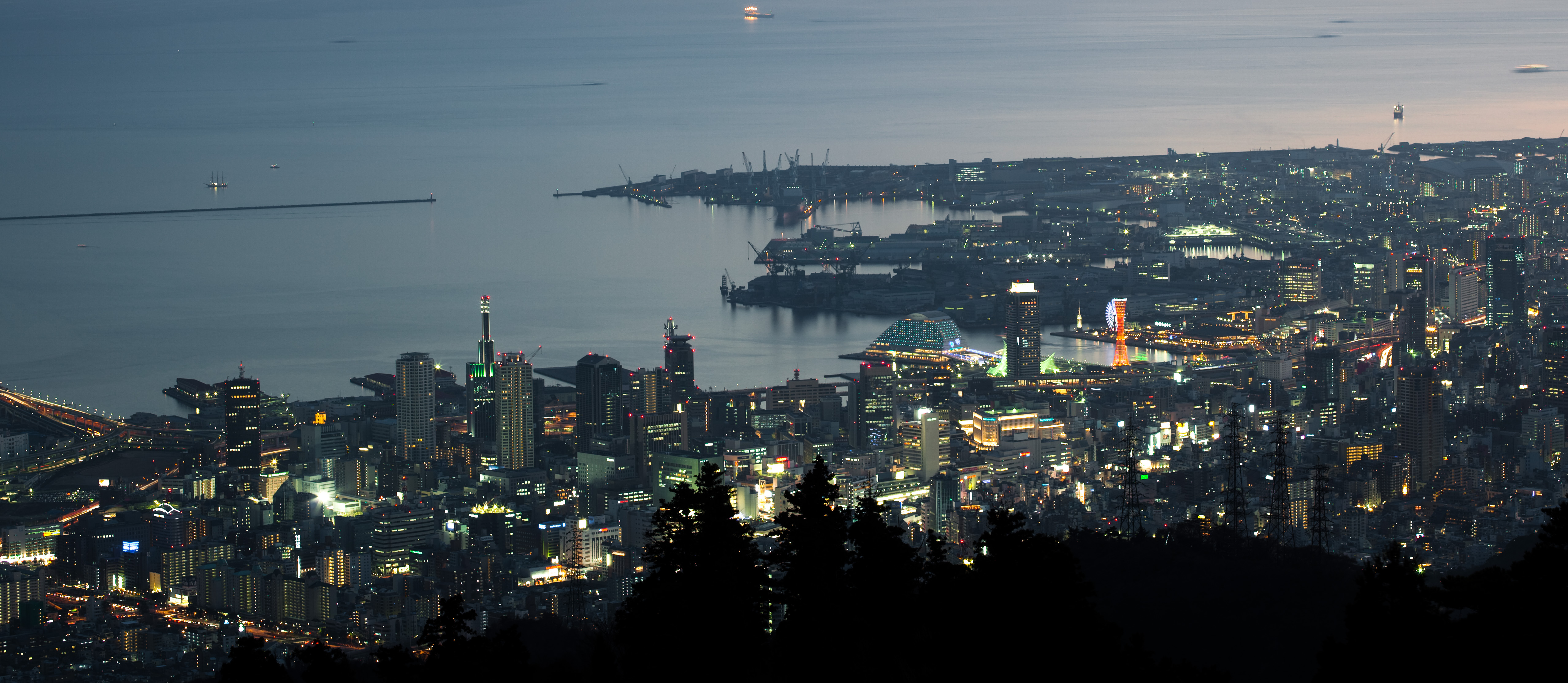
Vue sur l'arrondissement Chūō de Kobe